# River North Tyne
Der River North Tyne oder kurz North Tyne ist der etwa 64 km lange linke Quellfluss des River Tyne in Northumberland in England.

## Flusslauf
Der River North Tyne entsteht am Zusammenfluss des Deadwater Burn, der auf dem Deadwater Moor und dem Deadwater Fell entsteht, am Fuß dieses Berges mit einer Reihe von kleinen unbenannten Bächen an der Grenze zu Schottland. Bevor der River North Tyne durch das Kielder Water fließt, trifft an der Siedlung Kielder der Kielder Burn auf den Fluss. Zwischen den Orten Chollerford und Wall fließt der River North Tyne durch den Hadrianswall. Nordöstlich von Hexham entsteht aus dem Zusammenfluss von River North Tyne und River South Tyne der River Tyne.